# Psilocybe semilanceata
La Psilocybe semilanceata (Fr.) P. Kumm., Führer Pilzk. (Zwickau): 71 (1871). è un fungo allucinogeno che contiene psilocibina. È famosa soprattutto per il largo consumo che ne fecero gli hippy a partire dagli anni sessanta in America e nel mondo. Resi illegali da Nixon a fine anni Sessanta assieme all'LSD e altri psichedelici, a partire dagli anni Dieci sono ricominciati gli studi sul loro potenziale terapeutico e in seguito a referendum sono tornati legali in alcune città americane quali Denver, Oakland, Portland e Santa Cruz.

## Descrizione della specie
Cresce spontaneo anche nelle montagne italiane, a quote leggermente superiori rispetto a quelle dei comuni funghi mangerecci (porcini).

### Cappello
- Diametro: da 0,5 a 1,5 cm.
- Colore: marroncino chiaro, beige (può variare a seconda del luogo come il gambo, poiché il fungo è igrofano, ovvero cambia colore a seconda dell'umidità assorbita). Translucido quando bagnato.

### Gambo
- Diametro: molto sottile, fino a 1 o 2 millimetri.
- Lunghezza: dai 2 ai 15 cm.
- Colore: biancastro o marroncino chiaro.
- Aspetto: dipende dal substrato e dalla varietà. Fattori per l'identificazione sono le lamelle libere, la presenza più o meno accentuata del capezzolino all'apice della cappella, il gambo elastico se sottoposto a sollecitazione e non diritto.

### Spore
- Dimensioni: 12-15 x 6,5-8 μm (micrometri).

## Commestibilità
Contiene psilocibina e psilocina (probabile causa della colorazione blu), due potenti alcaloidi che, pur non essendo dannosi per l'organismo, gli conferiscono spiccate proprietà psichedeliche.

## Micelio
- Colore: biancastro.

## Nomi comuni

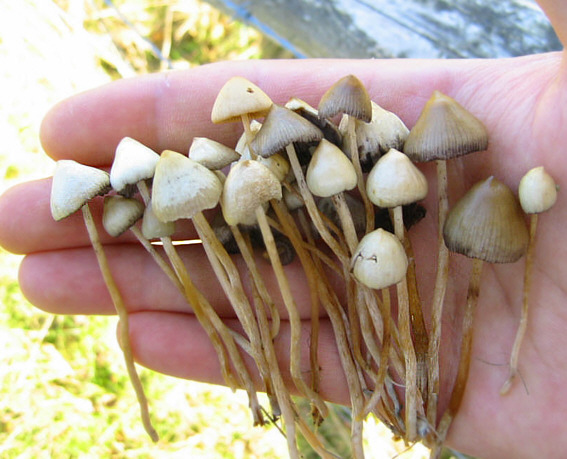
Esemplari freschi

- Funghetto
- Fungo sacro
- Fungo magico
- Magic Mushroom